# Eris
Eris (2. pád Eridy, starořecky Έρις Eris Svár, novořecky Έριδα Erida) je řecká bohyně sporů, rivality a válečných konfliktů. Protikladem Eridy v řeckém náboženství a mytologii je bohyně Harmonia. Římskou analogií Eridy je Discordia, jejímž protipólem je Concordia. Homér Eridu ztotožňuje s řeckou bohyní války Enyo, jejíž římskou analogií je Bellona. Eris se jako bohyně chaosu, sváru a zmatku stala rovněž ústředním božstvem postmoderního náboženství diskordianismu. Jméno bohyně nese i stejnojmenná trpasličí planeta.
Obecně je pokládána za dceru Nykty, je průvodkyní Area na válečném poli, zasévá hádku a svár mezi vojáky a tím násobí jejich utrpení. Podle Homéra je sestrou Area.
Známé je především její jablko sváru, které stálo u prvopočátku Trójské války.
Eris tehdy, uražená tím, že ji ostatní bohové nepozvali na svatbu Pélea a Thetidy, vhodila mezi účastníky svatební hostiny zlaté jablko s nápisem „té nejkrásnější“ (τῇ καλλίστῃ). Tři z bohyň, Héra, Athéna a Afrodíté, se začaly přít o to, které z nich by mělo jablko náležet. Vládce bohů Zeus nechal rozhodnutí na trojském princi Paridovi. Paridův soud nakonec přiřkl jablko bohyni Afroditě.